# 바닛 전투
바넷 전투(영어: Battle of Barnet)는 1471년 4월 14일 당시 런던 북쪽의 작은 하트퍼드셔 마을인 바넷(Barnet) 근처에서 벌어진 15세기 잉글랜드의 왕위 계승 전쟁인 장미 전쟁에서 결정적인 교전이었다. 이 군사작전은 차후의 튜크스베리 전투와 함께 에드워드 4세의 왕좌를 지켜내었다.
바넷 전투에서 에드워드 4세는 요크 가문을 이끌고 헨리 6세를 왕으로 지지한 랭커스터 가문에 맞서 싸웠으며, 랭카스터 가문의 군대를 지휘한 사람은 각 왕의 운명에 결정적인 역할을 한 워릭 백작 리처드 네빌이었다. 역사가들은 이 전투가 두 가문의 운명에 결정적인 변화를 가져왔기 때문에, 이 전투를 장미 전쟁에서 가장 중요한 격돌 중 하나로 간주한다.
이 전투에서의 에드워드 4세와 요크 가문의 승리는 14년 동안 요크 가의 잉글랜드 통치로 이어졌다.
이전에 요크 가의 핵심 인물이었던 워릭 백작 리처드 네빌은 에드워드 4세의 족벌주의와 엘리자베스 우드빌과의 비밀 결혼, 외교 정책에 대한 의견 불일치로 랭커스터 가로 이탈하였다. 워릭 백작은 랭카스터 가의 군대를 이끌고 이전에 동맹 했던 군대를 물리쳤고, 이에 에드워드 4세는 1470년 10월에 부르고뉴로 도주해야만 했다.
요크 가의 왕인 에드워드 4세는 자신의 숙주인 용담공 부르고뉴 공작 샤를을 설득하여 그가 잉글랜드 왕위를 되찾도록 도왔다. 1471년 3월 부르고뉴의 돈으로 모인 군대를 이끌고 에드워드 4세는 잉글랜드 침공을 시작했고, 이는 1471년 4월 14일, 바넷의 북쪽의 들판에서 절정에 달했다. 어둠 속에서 요크 군은 랭커스터 군에게 가까이 다가갔고 새벽에 짙은 안개 속에서 격돌했다. 양군이 싸웠을 때, 랭커스터 군의 우익인 옥스퍼드 백작은 헤이스팅스 경이 이끄는 반대편의 요크 군을 패주시키고 바넷으로 다시 추격했다. 하지만 전장으로 돌아온 옥스퍼드 백작의 우군은 몬태규 경이 지휘하는 랭커스터 중앙군에게 적으로 오인 되어 총을 맞았다. 이에 반역의 외침(그 당시는 혼돈의 시대였기에 항상 가능성이 있었다.)이 랭커스터 군의 전선을 통해 퍼지면서 랭커스터 군의 사기가 떨어졌고, 결국 많은 이들이 전투를 포기했다. 퇴각하는 동안 워릭 백작은 요크 군 병사들에게 살해 당했다.
워릭 백작은 15세기 잉글랜드 정치에서 매우 영향력 있는 인물이었기 때문에, 그가 죽었을 때 그 누구도 권력과 인기 면에서 그와 필적할 만한 사람은 아무도 없었다. 그렇기에 워릭 백작의 지원을 받지 못한 랭커스터 가문은 1471년 5월 4일 튜크스베리 전투에서의 대패로 랭커스터 왕가의 치세가 끝나고 요크 왕가가 복고 되었다.

## 배경
장미 전쟁(War of the Rose)은 에드워드 3세의 후손인 서로 다른 두 왕가를 지원하기 위해 다양한 잉글랜드 영주들과 귀족들 사이의 일련의 격돌이었다.
1461년에 격돌은 경쟁자인 랭커스터 가로부터 요크 가를 잉글랜드 왕가로 교체 시키면서 이정표에 도달하였다. 요크 가의 지도자인 에드워드 4세는 랭커스터 가의 왕인 헨리 6세으로부터 왕좌를 탈취하였다. 그 후 헨리 6세는 1465년에 생포 되어 런던탑에 투옥되었다. 랭커스터 왕비 앙주의 마르그리트와 그녀의 아들 랭카스터의 에드워드는 스코틀랜드로 도피하여 저항을 조직했지만, 에드워드 4세는 봉기를 진압하고 스코틀랜드 정부에 압력을 가하여 마르그리트를 몰아냈다. 랭커스터 가문은 프랑스로 망명했다. 요크 가문이 잉글랜드에 대한 지배력을 강화하자 에드워드 4세는 수석 고문인 리처드 네빌(16대 워릭 백작)을 포함한 요크 가의 지지자들에게 포상을 하여 그들을 더 높은 작위로 승격 시키고 패배한 적들로부터 몰수한 땅을 수여했다. 그러나 워릭 백작은 왕의 통치를 탐탁지 않게 여겼고, 그들의 관계는 나중에 긴장이 고조되었다.
워릭 백작은 에드워드 4세를 프랑스 공주인 사보이의 보나와 결혼하게 해서 프랑스의 루이 11세의 처남인 두 나라 간의 동맹을 맺을 계획을 세웠다. 그러나 젊은 왕은 부르고뉴와의 유대를 선호했고, 1464년 엘리자베스 우드빌과 비밀리에 결혼하여 백작의 분노를 샀다. 가난한 랭커스터인의 과부로서 그녀는 요크인에 의해 적합하지 않은 왕비로 간주되었다. 하지만 에드워드는 그녀와의 관계에 대해 토지와 작위를 선물로 수여하고, 부유하고 유력한 가문과의 결혼을 주선했다. 자격을 갖춘 남자는 우드빌 여성과 결혼을 이루었고, 워릭 백작의 딸들의 결혼 가능성이 좁아졌다. 더욱이, 워릭 백작은 그의 친족과 관련된 두 번의 사건으로 인해 기분이 몹시 상했다. 첫 번째는 60세 이상의 숙모인 레이디 캐서린 네빌과 엘리자베스의 20세 형인 존 우드빌과의 결혼이었다. 많은 사람들이 정상적인 결혼 생활과 거리가 멀다고 생각했다. 다른 하나는 에드워드 4세의 승인을 받아 여왕의 아들 토마스 그레이가 신부로 받아들인 엑서터 공작 헨리 홀랜드의 딸이었는데 그녀는 조카의 약혼녀였다. 이러한 행위에 격분한 워릭 백작 리처드 네빌은 우드빌 가문이 그의 군주에게 악의적인 영향을 미쳤다고 판단했다. 또한 그는 젊은 왕에 대한 그의 영향력이 쇠퇴한 것에 대해 소외감을 느꼈다. 그는 에드워드에게 자신의 의견이 설득되도록 과감한 조치를 취하기로 결정했다. 워릭의 대안적인 계획은 왕을 그 계획의 공모자인 에드워드의 남동생인 클래런스 공작으로 교체하는 것이었다.
북부에서 여러 반란을 일으키자 워릭 백작은 왕을 유인하여 남부의 주요 지원 요새에서 멀어지게 했다. 에드워드는 자신이 수적으로 열세임을 깨달았다. 후퇴하는 동안 그는 워릭 백작과 클래런스 공작이 반란군에 대한 공개적으로 지원 요청을 했다는 것을 알게 되었다. 1469년 7월 26일 에지코트 무어 전투에서 승리한 백작은 요크 가의 지지자들에게 버림받은 요크 가의 왕을 발견하고, "보호"를  명목으로 그를 체포하여 워릭성에 가두었다. 랭카스터  가의 지지자들은 에드워드의 투옥을 이용하여 봉기를 일으켰다. 대부분의 요크 가의 동맹 군벌들은 워릭 백작의 부름에 집결하기를 거부했기 때문에, 백작은 왕을 석방하라는 압력을 받았다. 이리하여 권좌를 되찾은 에드워드 4세는 자신에 대한 워릭의 범죄 행위를 공개적으로 추궁하지 않았지만, 워릭 백작은 왕이 원한을 품고 있다고 의심했다. 워릭은 이번에는 왕을 에드워드 4세에서 클래런스 공작으로 교체하기 위해 또 다른 반란을 계획했다. 그러나 잉글랜드의 왕 에드워드 4세가 1470년 3월 12일 로즈코트 필드 전투에서 반란군을 격퇴하여 궤멸 시키자 두 공모자는 프랑스로 도주했다. 에드워드 4세는 반란군이 소유한 편지와 지도자들의 자백을 통해 백작의 배신을 폭로했다. 프랑스로 도망친 워릭 백작은 프랑스의 왕 루이 11세의 중재로 마르그리트와 랭카스터의 대의를 섬기는 데 동의했다. 워릭 백작은 1470월 10월에 다시 랭커스터 가의 군대를 이끌고 잉글랜드를 침공하였고, 에드워드 4세는 강제로 왕의 처남인 용담공 샤를이 다스리는 부르고뉴로 피신 할 수 밖에 없었다. .잉글랜드의 왕위는 일시적으로 헨리 6세에게 복위 되었다. 그러나 1471년 3월 14일 에드워드 4세는 영국 해협을 건너 군대를 다시 데리고 침공했고, 한 달 후 바넷 전투를 촉발 시켰다.

## 서막
1471년 3월 14일 에드워드 4세의 군대는 라벤스푸르(Ravenspur)에 상륙했다. 그들이 가면서 더 많은 사람들을 모으자, 요크 가의 지지자들은 내륙으로 요크를 향해 이동하였다. 에드워드 4세의 행군은 퍼시 가문에 속한 땅을 가로질러 이동하고 있었기 때문에 처음에는 반대가 없었고, 노섬벌랜드 백작은 북부 영토의 반환에 대해 요크 가문의 왕에게 빚을 졌었다. 게다가 에드워드 4세는 아버지의 칭호인 요크 공작(Duke of York)을 주장하고 잉글랜드 왕위에 도전하지 않기 위해 돌아올 것이라고 발표했다. 그의 계략은 성공적이었고, 에드워드의 행군을 감시하고 있던 몬태규는 부하들을 설득하여 요크 가의 왕에게 대항하도록 설득할 수 없었다.
에드워드 4세의 군대가 충분한 힘을 모았을 때, 그는 그의 계략을 포기하고 런던을 향해 남쪽으로 향했다. 엑서터와 옥스퍼드의 공격을 물리치고, 코번트리에서 워릭을 포위했다. 그는 백작의 전투를 벌이기를 희망하면서 워릭 백작의 군대는 에드워드의 군대보다 더 많은 병력을 보유하고 있었지만 워릭 백작은 도전을 거부했다. 워릭 백작은 요크 가의 군대들을 제압하기 위해 그들과 힘을 합치기를 원하는 클래런스 공작의 도착을 기다리고 있었는데, 이 사실을 알게 된 에드워드 4세는 글로스터 공작을 보내 클래런스 공작이 요크 가문으로 돌아가도록 간청하게 했고, 클래런스는 그 제안을 흔쾌히 수락했다. 화해한 요크 가의 형제는 코번트리로 이동했고, 클래런스 공작 조지는 워릭 백작의 항복을 촉구했다. 사위의 배신에 격분한 워릭 백작은 클래런스와 대화하기를 거부했다. 이때 백작과 싸울 수 없게 된 에드워드 4세는 다시 런던을 향해 몸을 돌렸다.

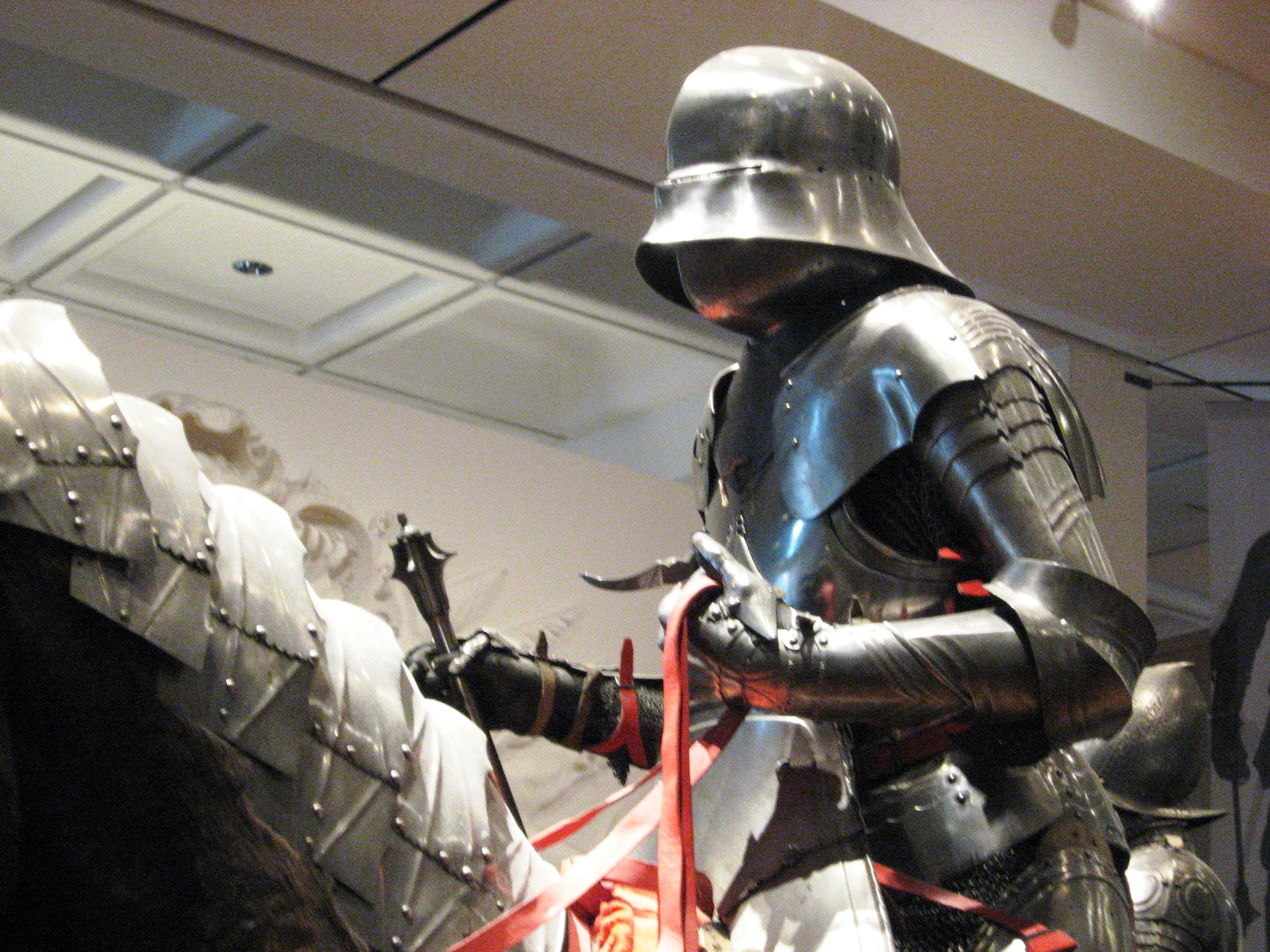
바넷 전투에서 귀족들은 왕실 무기고 박물관에 전시된 이 옷과 같은 판금갑을 입었다.

며칠 후 몬태규 후작, 옥스퍼드 백작 및 엑세터 공작에 의해 보강된 워릭 백작과 그의 군대는 요크 군의 흔적을 따라 행군했다. 그는 서머셋 공작의 통제 하에 있는 런던이 에드워드 4세에게 성문을 닫아 그가 요크 군의 군대를 공개적으로 잡을 수 있기를 바랐다. 하지만 런던 대중은 헨리 6세 보다 젊은 요크 가의 왕 에드워드 4세를 선호했기에 서머셋 공작은 도시를 떠나 버렸고, 런던시는 성문을 열고 에드워드를 따뜻하게 환영했다. 늙은 왕은 찬탈자를 따뜻하게 맞이하고 "[에드워드]의 손에 [그의] 생명이 위험하지 않을 것"이라고 믿으며 자신을 구금했다. 한편, 랭커스터 군의 정찰대는 런던 북쪽에서 19 킬로미터 (12 mi) 떨어진 바넷을 정찰했으나 격퇴 당했다. 1741년 4월 13일, 전투가 벌어지기 하루 전날, 랭커스터 가의 주력 군은 다음날 전투를 준비하기 위해 바넷 북쪽 고지대 능선에 진을 쳤다. 워릭 백작은 바넷을 가로지르는 그레이트 노스 로드의 양쪽에 동쪽에서 서쪽으로 일렬로 배치했다. 옥스포드 백작은 군의 우익을 지키고, 엑서터 공작 좌군을 지키며, 몬태규 후작은 중앙군을, 워릭 백작은 예비군 중에서 지휘할 준비를 마쳤다. 워릭 백작은 그의 전체 전열을 서쪽 약간 이동 시켰다. 왼쪽 측면 뒤쪽에 있는 오목한 곳은 엑서터의 군대가 후퇴해야 하는 경우, 엑세터의 군대를 방해할 수 있었다.
정확한 숫자에 대해서는 각각의 자료의 출처에 따라서 달랐지만 워릭의 군대는 에드워드의 군대보다 훨씬 많았다. 랭커스터 군의 병력은 10,000명에서 30,000명까지 다양하며, 요크 군의 병력에서는 7,000명 - 15,000명에 이른다. 이러한 불리한 상황에 직면한 에드워드 4세는 급히 랭커스터 군을 만나 기습 공격을 가했다. 또한 그는 랭카스터 군이 왕을 탈환하는 것을 막기 위해 헨리 6세를 데려왔다. 에드워드 4세는 저녁에 바넷에 도착했고 적의 정확한 위치를 모른 채 전선을 준비했다. 요크 가문의 왕은 좌익에 헤이스팅스 남작을 배치하고, 우익의 지휘를 글로스터 공작에게 맡겼다. 클래런스 공작은 중앙에서 에드워드 4세와 함께 싸울 것이지만 그의 능력에 대한 믿음 때문은 아니었다. 예비군은 에드워드 4세의 부름에 따를 준비가 되어 후방에 배치되었다. 밤이 되었을 때, 에드워드 움직임에 깜짝 아침 공격에 대한 자신의 계획을 수립. 엄격한 침묵의 명령 아래에 요크 군은 랭커스터 군에게 서서히 다가갔다. 밤 동안 어느 지휘관도 적군을 발견하지 못했는데, 이는 다음날 전투에서 결정적인 사건으로 입증되었다. 
그날 밤 동안 워릭 백작은 그의 포병대에게 요크 군 진영이라고 추정되는 위치를 계속해서 포격하라고 명령했다. 그러나 요크 군은 랭커스터 군 가까이에 접근해 있었고 랭커스터 군의 포탄은 적군을 추월해버렸다. 한편, 그동안에 요크 군의 대포는 그들의 위치를 알려주지 않기 위해 계속 침묵을 유지했다. 군대가 휴식을 하기 위해 자리를 잡자, 몬태규 후작 존 네빌은 그의 형 워릭 백작 리처드 네빌에게 다가가서 군대의 사기 저하의 대해 조언했다. 그는 형제가 가장 높은 계급의 지휘관으로서, 전투 내내 말을 타는 대신 걸어서 싸워야 한다고 제안했다. 병사들은 상황이 악화되면 기마 지휘관들이 자신들을 버리는 경향이 있다고 믿었다. 네빌들은 도보로 이동하면서 병사들과 함께 죽을 각오로 싸울 준비가 되었음을 보여주고, 병사들에게 더 힘차게 맞서 싸우도록 고무했다. 워릭 백작은 이것을 동의를 했고 로쓰햄 숲 근처의 뒤쪽에 말을 묶었다.

## 안개 속에서의 전투

초기 전투: 옥스퍼드의 랭커스터 군(적색) 우익을 이끌고 헤이스팅스의 요크 군(백색) 좌익을 공격하고 남쪽으로 패주 시켰다. 글로스터가 이끄는 요크 군의 우익도 마찬가지로 몽큰 하들리를 통해 진군 하여 랭커스터 군의 좌익을 공격했다.

1471년 4월 14일 아침 4시 경 양 군이 깨어났다. 에드워드 4세는 조기 공격을 계획하였고, 신속하게 부하들을 일으켜 랭커스터 군과 교전을 벌였다. 양측은 장창으로 서로를 겨누기 전에 대포와 화살을 발사했다. 아침 안개는 짙었고, 두 군대의 야간 이동은 서로를 옆으로 옮겨 놓았고, 어느 쪽 군대도 서로를 마주하고 있지 않았다. 이러한 이동은 어느 한쪽 군대의 오른쪽 끝이 다른 한쪽의 왼쪽 끝을 감싸서 다른 한쪽을 공격할 수 있다는 것을 의미했다. 랭커스터인들은 이 이점을 처음으로 이용했고, 옥스퍼드의 랭커스터 군대는 헤이스팅스의 요크 군대를 빠르게 제압했다. 요크 군인들은 랭커스터 군인들에게 쫓기며 바넷을 향해 도망쳤다. 헤이스팅스의 부하들 중 일부는 런던까지 가서 요크의 몰락과 랭커스터의 승리에 대한 이야기를 퍼뜨렸으며, 옥스포드의 군대는 전사한 적들을 약탈하고 바넷을 약탈하기 위해 흩어져 버렸다. 고함을 지르고 부하들을 뒤쫓은 옥스포드 백작은 800명을 규합하여 그들을 다시 전투로 이끌었다.
안개 때문에 시야가 부족했고, 두 주요 병력은 옥스퍼드 군대가 헤이스팅스 군대를 상대로 승리를 거두는 것을 알아차리지 못했다. 그래서 요크군의 좌익의 붕괴는 양쪽의 진영에 거의 영향을 미치지 않았다. 몬태규와 에드워드의 무리들 간의 싸움은 대등하고 일치하며 격렬했다.
그러나, 랭커스터 군의 좌익은 옥스포드가 상대편에 가한 것과 비슷한 대우를 받고 있었다. 글로스터는 정렬이 안된 군대를 이용해 엑세터를 격퇴했다. 에드워드의 남동생은 그의 집단이 약간의 경사를 따라 싸우고 있었기 때문에 진행이 느렸다. 그럼에도 불구하고, 그가 랭커스터 군의 좌익에 가한 압박은 전열을 회전 시켰다. 워릭 백작은 그 변화를 보고 엑서터 군에 대한 압박을 완화하기 위해 대부분의 예비군에 명령했고, 나머지는 중앙에서 전투를 벌였다. 점차 전선은 북동쪽에서 남서쪽으로 기울어진 방향으로 자리 잡았다.

## 참고 문헌
서적
- Britnell, Richard (1997). 〈Country Politics〉. 《The Closing of the Middle Ages?: England, 1471–1529》. Oxford: Blackwell Publishers. ISBN 978-0-631-16598-9.
- Brooke, Richard (1857). 〈The Field of the Battle of Barnet〉. 《Visits to Fields of Battle, in England, of the Fifteenth Century: To which are Added Some Miscellaneous Tracts and Papers Upon Archaeological Subjects》. London: John Russell Smith. OCLC 43406489. 2009년 1월 28일에 확인함.
- Burne, Alfred (1950). 〈The Battle of Barnet, April 14th, 1471〉. 《The Battlefields of England》. London: Methuen and Company. OCLC 3010941. 2009년 2월 8일에 확인함.
- Carpenter, Christine (2002) [1997]. 《The Wars of the Roses: Politics and the Constitution in England, c. 1437–1509》. Cambridge Medieval Textbooks. New York: Cambridge University Press. ISBN 978-0-521-31874-7. 2009년 3월 16일에 확인함.
- Cox, John (2007). 〈History and Guilt〉. 《Seeming Knowledge: Shakespeare and Skeptical Faith》. Texas: Baylor University Press. ISBN 978-1-932792-95-9. 2009년 2월 8일에 확인함.
- Edelman, Charles (1992). 〈The Wars of the Roses: 2 and 3 Henry VI, Richard III〉. 《Brawl Ridiculous: Swordfighting in Shakespeare's Plays》. Manchester: Manchester University Press. ISBN 978-0-7190-3507-4. 2009년 4월 12일에 확인함.
- Goodman, Anthony (1990) [1981]. 〈Local Revolts and Nobles' Struggles, 1469–71〉. 《The Wars of the Roses: Military Activity and English Society, 1452–97》. London: Taylor and Francis. ISBN 978-0-415-05264-1. 2009년 3월 6일에 확인함.
- Goy-Blanquet, Dominique (2003). 〈Unhappy Families〉. 《Shakespeare's Early History Plays: From Chronicle to Stage》. Oxford: Oxford University Press. ISBN 978-0-19-811987-6. 2009년 2월 8일에 확인함.
- Gravett, Christopher (2003년 10월 22일). 《Tewkesbury 1471: The last Yorkist victory》 (PDF). Campaign 131. Oxford: Osprey Publishing. ISBN 978-1-84176-514-3. 2019년 2월 27일에 원본 문서 (PDF)에서 보존된 문서.
- Haigh, Philip (1995). 《The Military Campaigns of the Wars of the Roses》 Hacover판. Gloucestershire, United Kingdom: Sutton Publishing. ISBN 978-1-85833-770-8.
- Harriss, Gerald (2007) [2005]. 《Shaping the Nation: England 1360–1461》. Oxford: Oxford University Press. ISBN 978-0-19-921119-7. 2009년 4월 5일에 확인함.
- Hicks, Michael (1995). 〈The Sources〉.   Pollard, Anthony. 《The Wars of the Roses》. Problems in Focus. London: MacMillan Press. ISBN 978-0-333-60166-2.
- Hicks, Michael (2002) [1998]. 《Warwick the Kingmaker》. Oxford: Blackwell Publishing. ISBN 978-0-631-23593-4. 2009년 2월 12일에 확인함.
- Kettler, Sarah; Trimble, Carole (2003). 〈Warwickshire〉. 《The Amateur Historian's Guide to the Heart of England: Nearly 200 Medieval and Tudor Sites Two Hours or Less from London》. Virginia, United States: Capital Books. ISBN 978-1-892123-65-7. 2009년 3월 9일에 확인함.
- Martin, Randall; Shakespeare, William (2001). 〈Introduction〉. 《Henry VI: Part Three》. Oxford World's Classics. Oxford: Oxford University Press. ISBN 978-0-19-283141-5. 2009년 2월 8일에 확인함.
- Richmond, Colin (2000). 《The Paston Family in the Fifteenth Century: Endings》. The Paston Family in the Fifteenth Century 3. Manchester: Manchester University Press. ISBN 978-0-7190-5990-2. 2009년 3월 18일에 확인함.
- Ross, Charles (1997) [1974]. 《Edward IV》. Yale English Monarchs revis판. New Haven, Connecticut; and London: Yale University Press. ISBN 978-0-300-07372-0. 2009년 3월 16일에 확인함.
- Ross, Charles (1999) [1981]. 《Richard III》. Yale English Monarchs. New Haven, Connecticut; and London: Yale University Press. ISBN 978-0-300-07979-1.
- Royle, Trevor (2008). 《Lancaster Against York: The Wars of the Roses and the Foundation of Modern Britain》. Hampshire, United Kingdom: Palgrave Macmillan. ISBN 978-1-4039-6672-8.
- Seymour, William (1997) [1975]. 《Battles in Britain and Their Political Background, 1066–1746》. Hertfordshire, United Kingdom: Wordsworth Editions. ISBN 978-1-85326-672-0.
- Wise, Terence (1983). 《The Wars of the Roses》. Men-at-Arms Series 145. Oxford: Osprey Publishing. ISBN 978-0-85045-520-5. 2009년 1월 16일에 확인함.
- Wolffe, Bertram (2001) [1981]. 《Henry VI》. Yale English Monarchs. New Haven, Connecticut; and London: Yale University Press. ISBN 978-0-300-08926-4.

온라인 출처
- “English Heritage Battlefield Report: Barnet 1471” (PDF). Swindon, United Kingdom: English Heritage. 1995. 2013년 11월 27일에 원본 문서 (PDF)에서 보존된 문서. 2009년 2월 2일에 확인함.